# 續興
續興（1151年—1163年），《遼史》作紹興，是西遼仁宗耶律夷列時用的一個年號，共計13年。
元代编成的《遼史》记有「紹興」年号，並未記載何年改元。錢大昕考訂認為壬戊年（1142年，錢謂此年是咸清七年）十一月改元紹興，至甲戌年（1154年）止，計13年。汪遠孫考訂認為辛未年（1151年）改元紹興，至癸未年（1163年）止，計13年。近代學者如紀安宗以1151年為改元紹興之年。
21世纪初，在吉尔吉斯斯坦的几个契丹遗址均发现了“续兴元宝”，俄罗斯考古学家认为应是避讳而将「续兴」记成了「绍兴」，进一步分析表明相关材料可能在蒙古西征时流入金国境内，避金哀宗「守绪」之同音而改为同为接续之意的「绍」，最后被《辽史》沿用。

## 紀年對照表
| 绍兴 | 元年   | 二年   | 三年   | 四年   | 五年   | 六年   | 七年   | 八年   | 九年   | 十年   |
| ---- | ------ | ------ | ------ | ------ | ------ | ------ | ------ | ------ | ------ | ------ |
| 公元 | 1151年 | 1152年 | 1153年 | 1154年 | 1155年 | 1156年 | 1157年 | 1158年 | 1159年 | 1160年 |
| 干支 | 辛未   | 壬申   | 癸酉   | 甲戌   | 乙亥   | 丙子   | 丁丑   | 戊寅   | 己卯   | 庚辰   |
| 绍兴 | 十一年 | 十二年 | 十三年 |        |        |        |        |        |        |        |
| 公元 | 1161年 | 1162年 | 1163年 |        |        |        |        |        |        |        |
| 干支 | 辛巳   | 壬午   | 癸未   |        |        |        |        |        |        |        |

## 同期存在的其他政权年号
- 中國
  - 紹興（1131年－1162年）：宋—宋高宗趙構之年號
  - 隆興（1163年－1164年）：宋—宋孝宗趙昚之年號
  - 天德（1149年－1153年）：金—金海陵王完颜亮之年號
  - 正隆（1156年－1161年）：金—金海陵王完顏亮之年號
  - 大定（1161年－1189年）：金—金世宗完顏雍之年號
  - 天正（1161年）：金朝時期—移剌窩斡之年號
  - 天盛（1149年－1169年）：西夏—夏仁宗李仁孝之年號
  - 大寳（1149年－1156年）：大理—段正興之年號
  - 龍興（1157年－1161年）：大理—段正興之年號
  - 盛明（1162年－1063年）：大理—段正興之年號
- 越南
  - 大定（1140年－1162年）：李朝—李天祚之年號
  - 政隆寶應（1163年－1174年）：李朝—李天祚之年號
- 日本
  - 久安（1145年－1151年）：近衛天皇之年号
  - 仁平（1151年－1154年）：近衛天皇之年号
  - 久壽（1154年－1156年）：近衛天皇與後白河天皇之年号
  - 保元（1156年－1159年）：後白河天皇與二條天皇之年号
  - 平治（1159年－1160年）本二條天皇之年号
  - 永曆（1160年－1161年）：二條天皇之年号
  - 應保（1161年－1163年）：二條天皇之年号
  - 長寬（1163年－1165年）：二條天皇之年号

## 參看
- 中國年號索引
- 其他政权使用的绍兴年号

## 深入閱讀
- 李崇智. . 北京: 中華書局. 2004年12月. ISBN 7101025129.
- 鄧洪波. . 臺北: 國立臺灣大學東亞經典與文化研究計劃. 2005年3月  [2021-11-28]. ISBN 9789860005189. （原始内容 (pdf)存档于2007-08-25）.

| 前一年號： 咸清 | 西辽年号 | 下一年號： 崇福 |